# Аутсайдер
Аутса́йдер (від англ. outsider сторонній) має два основних значення:
- той, хто перебуває зовні чогось;
- останній.

Відповідно, до кола застосування:
- у спорті — спортсмен або команда, яка досягла найнижчих результатів або не досягла взагалі. Також так називають «новачків» певних змагань.
- у соціології — індивід, який майже не проявляє себе як особистість у суспільстві або соціальній групі людей. Так можуть називати нових учасників групи або тих, хто намагається уникати обговорень проблем, суперечок в суспільстві (групі).
- в економіці — підприємства, які не входять в монополістичні об'єднання та перебувають з ними в жорстокій конкурентній боротьбі. Внаслідок конкуренції аутсайдери частіше поглинаються монополіями.

Перше зареєстроване використання терміна відбулося в другій половині ХІХ століття. Його перше значення було «побитий собака в бійці».